# شاه‌بوف تیره
شاه‌بوف تیره (نام علمی: Ketupa coromanda) یک گونه جغد از تیرهٔ جغدان راستین (Strigidae) است که در جنوب و جنوب شرق آسیا گسترده است. نمونه مورد استفاده برای توصیف گونه در ساحل کوروماندل جمع‌آوری شد که برای عنوان خاص استفاده شد. به عنوان کمترین نگرانی در فهرست سرخ آی‌یوسی‌ان یاد شده است. میزان وقوع این گونه ۹٬۲۵۰٬۰۰۰ کیلومتر مربع (۳٬۵۷۰٬۰۰۰ مایل مربع) برآورد شده است. با این حال، پایگاه‌های اطلاعاتی ایجادشده داوطلبانه مانند eBird.org نشان می‌دهد که میزان وقوع در دسترس بیش از اندازهٔ برآوردشده است.

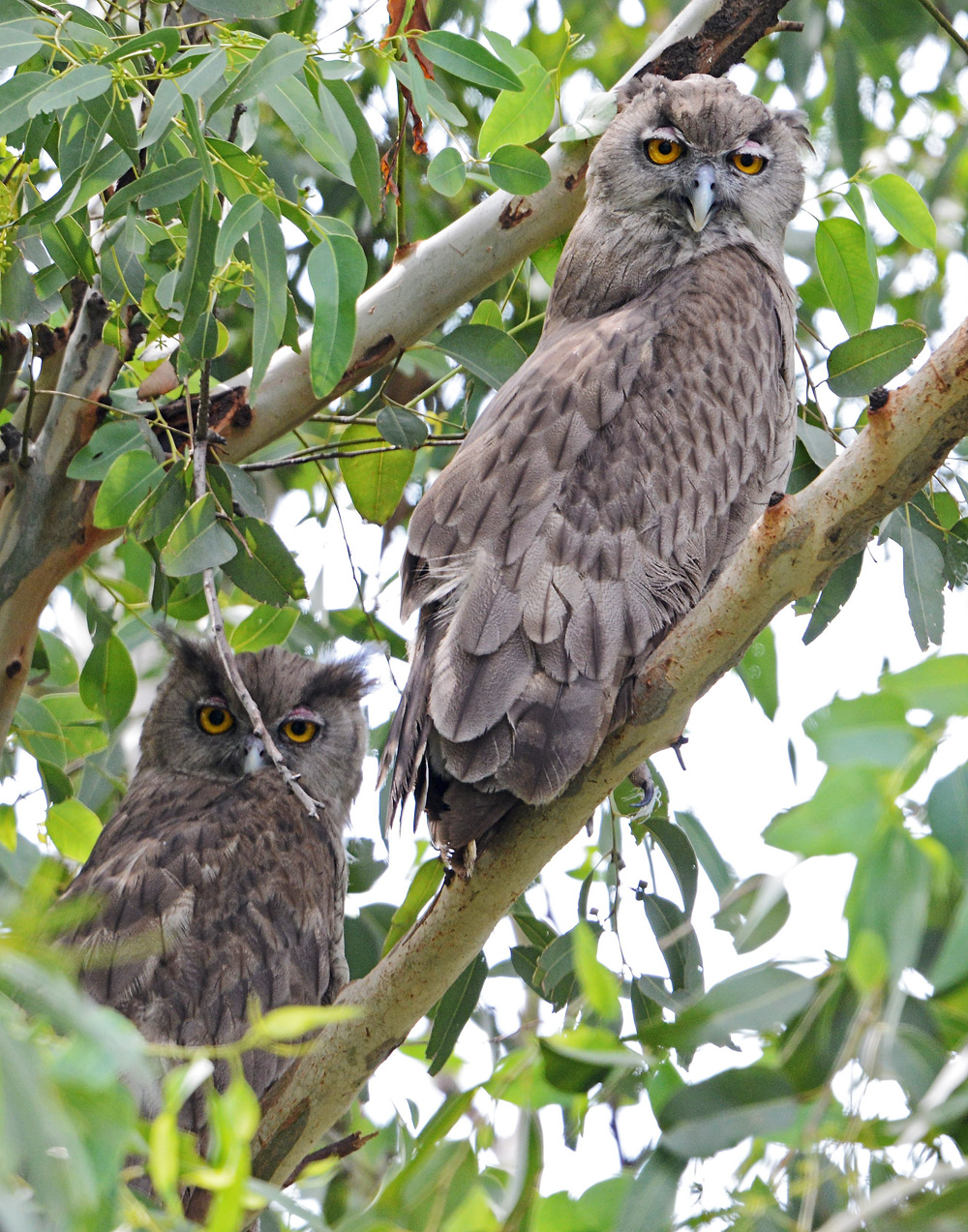
یک جفت شاه‌بوف تیره در فریدآباد، هاریانا، هند

گونه شاه‌بوف تیره یکی از جغدهایی است که کمتر مورد مطالعه قرار گرفته است و بیشتر اطلاعات دربارهٔ زیست‌شناسی آن از بازدیدهای حکایتی است.